# Вейнберг, Пётр Исаевич
Пётр Иса́евич Ве́йнберг (16 (28) июня 1831, Николаев — 3 (16) июля 1908, Санкт-Петербург) — русский поэт, литературовед, историк литературы, переводчик европейских классиков.

## Биография
Родился в Николаеве в семье купца второй гильдии Исая Семёновича (Вольфовича) Вейнберга (1791—1865) и Розы (Раисы) Абрамовны Вейнберг. Отец — из еврейской купеческой семьи, поселившейся в Одессе в 1815 году — обанкротившись, переехал в Николаев в 1825 году. Родители приняли православие в 1830 году, за год до рождения сына. В 1831 году они вернулись в Одессу, а 14 апреля 1833 года отец вступил в должность публичного нотариуса, в которой пробыл до конца жизни. У него было девять детей от двух браков.
Воспитывался с 1835 года в пансионе В. А. Золотова, затем в гимназии при Ришельевском лицее (с 1841), позже на юридическом факультете Ришельевского лицея; в 1850 году, поступил на историко-филологический факультет Харьковского университета, где и окончил курс.
Дебютировал в печати ещё студентом, опубликовав перевод драмы Жорж Санд «Клоди» («Пантеон», 1851, № 11) и перевод стихотворения Виктора Гюго «Молитва обо всех» («Харьковские губернские ведомости», 1852, 9 августа). По окончании университета переехал в Тамбов, служил чиновником особых поручений при губернаторе, редактировал неофициальную часть «Тамбовских губернских новостей» (позднее пользовался юмористическим псевдонимом Гейне из Тамбова).
В 1858 переселился в Санкт-Петербург. Сблизился с литературными кругами, в 1858—1859 вёл раздел «Литературная летопись» в «Библиотеке для чтения», как помощник А. В. Дружинина участвовал в редактировании журнала, принимал участие в журнале «Светоч». В 1860 вместе с А. В. Дружининым, К. Д. Кавелиным и В. П. Безобразовым начал издавать еженедельный журнал «Век» и, одновременно, сотрудничал с изданием «Русская сцена». Его бестактный фельетон о Е. Э. Толмачевой, которая прочитала на литературном вечере в Перми «Египетские ночи» А. С. Пушкина, тем самым как будто нарушив все правила приличия и благопристойности, вызвал негодование демократической и либеральной печати. После скандала, связанного с фельетоном «Русские диковинки» в журнале «Век», был вынужден оставить журнал (1862) и поступил на службу в Главное интендантское управление. В 1866—1867 заведовал литературным отделом журнала «Будильник».
В 1868 году Вейнберг переехал в Варшаву, где получил место профессора русской литературы в Главной школе, в 1869 переименованной в Варшавский университет. В Варшаве с 1870 редактировал официозную газету «Варшавский дневник», издал «Русские народные песни об Иване Васильевиче Грозном» (1872). Уволенный с поста редактора в 1874, вернулся в Санкт-Петербург. До 1890 состоял на службе при собственной Его Императорского Величества канцелярии по учреждениям императрицы Марии. Вёл постоянные разделы «Новости иностранной литературы» и «За границей» в «Санкт-Петербургских ведомостях», сотрудничал в «Отечественных записках» и других изданиях.
Был членом Театрально-литературного комитета, в 1893 редактировал «Театральную газету». Одновременно в течение многих лет он преподавал русскую и иностранную литературу на Высших женских педагогических курсах и драматических курсах Театрального училища, пять лет был инспектором Коломенской женский гимназии, позднее директором гимназии и реального училища имени Я. Г. Гуревича. Издал ряд сборников, имеющих значение учебных пособий («Европейский театр», «Русские писатели в классе», «Русская история в поэзии», «Европейские классики» и др.). В 1883—1885 редактировал и издавал ежемесячный журнал «Изящная литература», посвящённый переводам лучших произведений иностранных писателей, старых и новых. В 1887—1894 состоял приват-доцентом Санкт-Петербургского университета по кафедре всеобщей истории литературы, читал публичные лекции на литературные темы в Санкт-Петербурге и окрестностях.
В 1897—1901 председатель Союза взаимопомощи русских писателей. В конце жизни председатель Литературного фонда. В 1905 избран почётным академиком.
Пётр Исаевич Вейнберг умер 3 (16) июля 1908 года в Санкт-Петербурге. Похоронен на Новодевичьем кладбище. В 1930-е годы прах перенесён на Литераторские мостки.

## Семья
- Сын — Борис Петрович Вейнберг, физик-гляциолог. Внук — Всеволод Борисович Вейнберг, инженер-теплотехник, доктор технических наук. Правнучка — Галя Всеволодовна Островская, физик, доктор физико-математических наук.
- Братья — писатель-сатирик и драматург Павел Исаевич Вейнберг; купец Вольф Исаевич Вейнберг; Андриан Исаевич Вейнберг, управляющий бухгалтерией Одесской городской управы. Племянники — композитор Яков Владимирович Вейнберг и беллетрист Павел Павлович Вейнберг.
- Брат (от первого брака отца) — Яков Исаевич Вейнберг (1824—1899), адвокат, коллежский секретарь[11], был женат на сестре композитора Антона Рубинштейна, музыкальном педагоге Любови Григорьевне Рубинштейн (в замужестве Вейнберг, 1833—1903). Их дочь — Надежда Яковлевна Шведова (1852—1892), детский писатель и педагог, была замужем за физиком и ректором Новороссийского университета Ф. Н. Шведовым[12].
- Брат — Семён Исаевич Вейнберг (1835 — после 1903), был купцом третьей гильдии, его внук — поэт Георгий Адамович[13].
- Сестра — Анна Исаевна Вейнберг (1827—?), в 1861 году вышла замуж за доктора медицины Дмитрия Михайловича Левенсона (1830—1883, внуком его брата С. М. Левенсона был поэт Корней Чуковский)[14].
- Сестра — Мария Исаевна Вейнберг (? — после 1881), вышла замуж за одесского купца 2-й гильдии Адольфа Васильевича Штейнгарда. У их дочери Екатерины Адольфовны Штейнгард в браке с потомственным дворянином Михаилом Фомичём Бицилли родился сын — Пётр Михайлович Бицилли (1879—1953), историк, культуролог и литературовед.

## Литературная деятельность
Он был титулярный советник,
Она — генеральская дочь;
Он робко в любви объяснился,
Она прогнала его прочь.
Пошёл титулярный советник
И пьянствовал с горя всю ночь,
И в винном тумане носилась
Пред ним генеральская дочь.
Поэты 1860-х годов. С. 182—183. 
После публикации первых переводов в 1854 издал в Одессе книжку своих оригинальных и переводных стихотворений. Помещал свои стихотворения, оригинальные и переводные, а также статьи библиографические и другие в «Библиотеке для чтения», «Иллюстрации», «Искре», «Современнике», «Будильнике» и других журналах.
В 1860 г., вместе с А. В. Дружининым, К. Д. Кавелиным и В. П. Безобразовым, предпринял издание еженедельного журнала «Век», продолжавшееся, однако, всего один год и переданное затем другой редакции. Затем Вейнберг снова стал печатать в петербургских журналах свои оригинальные стихотворения и иностранные переводы из Г. Гейне, Г. Гервега, Фаллерслебена, Шамиссо, Ленау, К. Гуцкова и других поэтов, и, в дополнение к переведённым прежде пьесам Шекспира, «Отелло» и «Генрих VIII», перевёл «Тимон Афинский», «Венецианский купец», «Как вам будет угодно», «Конец — всему делу венец», «Виндзорские проказницы», «Комедия ошибок» и «Бесплодные усилия любви»; кроме того — трагедию Гуцкова «Уриэль Акоста», Лессинга «Натан Мудрый», поэмы Гейне «Бимини», Лонгфелло — «Евангелина», Ленау — «Жижка», комедию Шеридана «Школа злословия», трагедию Шелли «Ченчи», и много других крупных и мелких произведений европейской поэзии (Данте, К. Ф. Д. Шубарт, Л. Уланд, Ф. Шпильгаген, Г. Зудерман, Р. Бёрнс, Э. Б. Браунинг, А. Мюссе, В. Сарду, О. Барбье, Г. Лонгфелло, Брет Гарт, Андерсен, Г. Ибсен, А. Мицкевич; всего свыше шестидесяти авторов. Эти переводы доставили ему почётное место среди лучших русских переводчиков. Отличаясь звучным и красивым стихом, переводы Вейнберга в то же время замечательны и своей близостью к подлинникам. За перевод «Марии Стюарт» Шиллера в 1895 году он был удостоен половинной Пушкинской премии Академии наук. В 1903 году он вновь был награждён половинной Пушкинской премией за перевод «Пикколомини» Шиллера и изданный под его редакцией восьмитомник Гейне.
Не ограничиваясь этой переводческой деятельностью, печатал в газетах и журналах статьи о разных произведениях русской и иностранной литературы, отдельные монографии (например, этюды о В. Гюго и Фрейлиграте), статьи о театре, о явлениях общественной жизни и т. п.
Многие стихотворения и переводы Вейнберга были положены на музыку Ц. А. Кюи, А. Т. Гречаниновым, М. М. Ипполитовым-Ивановым и другими композиторами. Стихотворение «Он был титулярный советник…» (1859; первая публикация в цикле «Отпрыски сердца» за подписью Гейне из Тамбова, «Искра», 1859, № 2) стало широко известным благодаря романсу А. С. Даргомыжского.
В конце 1860-х и 1870-х гг. издал в русских переводах (своих и чужих) сочинения Гёте (в 6 томах) и Гейне (в 12 томах), а затем — избранные сочинение Берне, в своем переводе (2 тома).